# Full Moon, Dirty Hearts
Full Moon, Dirty Hearts (Luna Llena, Corazones Sucios) es el noveno disco de la banda de rock australiana INXS. Se lanzó al mercado en noviembre de 1993 a través del sello Atlantic Records. Representa un nuevo cambio en su dirección musical, buscando acercarse a un sonido más crudo y distorsionado.
En este disco cuentan con la participación del legendario Ray Charles y Chrissie Hynde, líder del grupo The Pretenders.
Mientras INXS estaba terminando su anterior álbum de estudio Welcome to Wherever You Are, decidieron en primer momento no hacer una gira promocional; en cambio, el grupo prometió ir directamente al estudio para grabar un álbum que fuera continuación del anterior, y luego realizar una gira para ambos álbumes.
Tras el lanzamiento de Welcome to Wherever You Are, la banda pasó los siguientes meses promocionando el álbum en varios países de Europa. El vocalista Michael Hutchence visitó a su entonces novia Helena Christensen, en su ciudad natal danesa de Copenhague. La pareja regresaba a casa de un club nocturno una noche cuando Hutchence se peleó con un taxista. El incidente comenzó cuando un Hutchence borracho se negó a salir de la carretera para permitir que pasara el taxi. El taxista salió de su vehículo y golpeó a Hutchence provocando que cayera al pavimento. El cantante sufrió una fractura de cráneo debido a la caída y como resultado sufrió una pérdida del sentido del olfato y el gusto. Hutchence pasó dos semanas recuperándose en un hospital de Copenhague. En la biografía no oficial Michael Hutchence: A Tragic Rock & Roll Story, el autor australiano Vince Lovegrove escribió: "Tuvo un efecto muy extraño en Michael. La supuesta lesión también hizo que el cantante actuara de manera errática, abusiva y sufriera insomnio". Aunque temporales, estas condiciones tendrían un efecto durante la producción de Full Moon, Dirty Hearts.

## Grabación
El álbum fue escrito poco después del lanzamiento y promoción del anterior álbum de la banda, Welcome to Wherever You Are, a finales de noviembre de 1992. El álbum fue grabado y producido en Capri Studio en la Isla de Capri en Italia terminando en febrero de 1993. Los estudios de Capri acababan de reabrir durante la grabación de Welcome to Wherever You Are y después de ver un anuncio en una revista especializada, Hutchence y el productor Mark Opitz insistieron en que la banda debería grabar su próximo disco allí. Los ensayos de Full Moon, Dirty Hearts tuvieron lugar en octubre de 1992 en la vivienda de lujo que Hutchence tenía en el sur de Francia, lugar donde el grupo a menudo se distraía con otras celebridades y supermodelos a quienes Hutchence invitaba regularmente. El grupo decidió partir temprano a la Isla de Capri, llegando a la isla un mes después de los ensayos. El viaje fue largo y agotador para todos los miembros de la banda, ya que les tomó casi dos días de viaje llegar allí. Una vez en la isla, cada miembro de la banda recibió su propia villa, con el estudio en sí ubicado cerca; el estudio se encontraba en lo alto de un acantilado, con vistas al Golfo de Nápoles. El guitarrista y saxofonista Kirk Pengilly recuerda, "Fue como un Alcatraz de cinco estrellas". Hutchence y Optiz compartían una villa en la isla con Hutchence viviendo arriba y Opitz viviendo abajo.
El estado de Hutchence generó preocupaciones durante todo el proceso de grabación. Al principio se angustió por estar aislado en la isla. La primera noche, Optiz se despertó a las cuatro de la mañana con el sonido de los muebles que Hutchence rompía en el piso de arriba. Durante una sesión, Hutchence amenazó con apuñalar al bajista Gary Beers con un cuchillo después de que los dos tuvieron una pelea. El compositor y multiinstrumentista Andrew Farriss recuerda otro incidente en el que Hutchence empujó su micrófono directamente a través de las cuerdas de una guitarra acústica mientras gritaba: "¡Necesitamos más agresividad en esta canción!" En la autobiografía oficial de 2005 de la banda – INXS: Story to Story, Pengilly recuerda, "Michael tuvo momentos muy violentos. Lanzó su soporte de micrófono dentro del estudio y hacía berrinches violentos todo el tiempo". El grupo se tomó un descanso de un mes para el período navideño, lo que le permitió a Hutchence recuperarse de su condición y el resto del tiempo de la banda para pasarlo con sus familias. Antes de pasar las vacaciones de Navidad, la banda completó la mitad del álbum. Hutchence regresó a su propiedad en Francia, y más tarde se unió a Farriss en Londres para escribir las últimas canciones restantes del álbum.
Al comienzo del Año Nuevo, Hutchence y Farriss regresaron a la Isla de Capri una semana antes junto con Optiz y la ingeniera Niven Garland. Al regresar a las sesiones en Capri, el comportamiento de Hutchence había vuelto progresivamente a la normalidad. Mientras viajaba en el ferry de una hora y media de Nápoles a Capri, Hutchence comenzó a escribir la letra de la canción que da nombre al álbum. Chrissie Hynde de The Pretenders interpretaría la canción junto con Hutchence. Mientras los miembros restantes de INXS se preparaban para regresar a la isla, Hutchence, Farriss, Optiz y Garland lograron obtener seis canciones más para terminar el álbum, incluyendo, "Days of Rust", "Please (You Got That ...)", " Freedom Deep "," Kill the Pain " y "Viking Juice". La producción del álbum llegó a su fin a fines de febrero de 1993 y todos pasaron la última noche capturando ideas y haciendo retoques de última hora en algunas de las canciones. A la mañana siguiente, INXS tomó el ferry matutino de regreso a Nápoles para preparar su viaje a París para realizar trabajos adicionales en el álbum. Optiz llevó las cintas de grabación a Los Ángeles donde las mezcló con el ingeniero de mezclas Bob Clearmountain. Clearmountain diseñó y mezcló previamente el álbum más vendido de la banda, Kick.
Mientras grababan sobregrabaciones en un estudio de París, Hutchence y Farriss descubrieron que Ray Charles estaba grabando en el mismo estudio. Le preguntaron a su ingeniero si Charles estaría interesado en grabar voces en dos pistas para el álbum, "Make Your Peace" y "Please (You Got That ...)". Charles declinó hacerlo en "Make Your Peace" porque pensó que la clave era demasiado alta para su voz, pero aceptó interpretar la voz en "Please (You Got That...)". El dueto entre Hutchence y Charles tuvo lugar en el propio estudio de grabación de Charles en Los Ángeles. Charles aceptó aparecer en el video musical de la canción y también interpretaría la canción en vivo con INXS (unos días antes del lanzamiento del álbum) en el Late Show with David Letterman. La mezcla del álbum fue completada por Opitz en julio en Capri mientras la banda estaba de gira con algunas de las nuevas canciones en su gira Get Out of the House durante la primavera y el verano.

## Recepción
Tras la respuesta positiva a la gira Get Out of the House de 1993 con entradas agotadas, Full Moon, Dirty Hearts recibió críticas mixtas en su lanzamiento. En su reseña en AllMusic, Stephen Thomas Erlewine calificó el álbum con una estrella y dijo, "Full Moon, Dirty Hearts suena cansado y tan calculado como X." Concluyó su reseña diciendo, "INXS suena enérgico en todo el álbum, pero la experimentación está mal ejecutada y hay una seria falta de canciones y singles fuertes, aparte de dos duetos:" Please (You Got That ...) "con Ray Charles y la canción principal, que presenta a Chrissie Hynde".
Christian Wright calificó el álbum con tres estrellas en su reseña para Rolling Stone. Aunque criticó a INXS por sonar como otros artistas en algunas de las canciones del álbum, elogió el tercer sencillo del álbum, "Time". Escribió, "Afortunadamente, en "Time," con su guitarra y su contrapunto vocal, la banda suena como ella misma, y Hutchence reanuda la arrogancia instintiva que lo convirtió en una estrella del video."
En ese momento, la banda había estado promocionando su nuevo sonido crudo y "grungy". El lanzamiento del álbum marcó una fuerte caída en términos de ventas, con la edición de solo dos sencillos en todo el mundo: "The Gift" y "Please (You Got That ...)".
Full Moon, Dirty Hearts entró en el Billboard Top 200 en noviembre de 1993. Alcanzó el puesto 53 y duró sólo cinco semanas en las listas. El álbum tuvo un mejor desempeño fuera de los Estados Unidos, ya que se ubicó en el número 3 en el Reino Unido y el número 4 en Australia, obteniendo certificaciones de oro en ambos países.

## Listado de canciones
El álbum está disponible en tres formatos, el estándar en disco de vinilo, en casete de cinta magnética de audio y por último en formato digital de disco compacto.
Edición original en CD
| Welcome to Wherever You Are |                             |                                    |          |  |
| N.º                         | Título                      | Escritor(es)                       | Duración |  |
| 1.                          | «Days Of Rust»              | Andrew Farriss y Michael Hutchence | 3:09     |  |
| 2.                          | «The Gift»                  | Jon Farriss y Michael Hutchence    | 4:04     |  |
| 3.                          | «Make Your Peace»           | Andrew Farriss y Michael Hutchence | 2:41     |  |
| 4.                          | «Time»                      | Andrew Farriss y Michael Hutchence | 2:52     |  |
| 5.                          | «I'm Only Looking»          | Andrew Farriss y Michael Hutchence | 3:31     |  |
| 6.                          | «Please (You Got That ...)» | Andrew Farriss y Michael Hutchence | 3:02     |  |
| 7.                          | «Full Moon, Dirty Hearts»   | Andrew Farriss y Michael Hutchence | 3:29     |  |
| 8.                          | «Freedom Deep»              | Andrew Farriss y Michael Hutchence | 3:59     |  |
| 9.                          | «Kill the Pain»             | Andrew Farriss y Michael Hutchence | 2:57     |  |
| 10.                         | «Cut Your Roses Down»       | Andrew Farriss y Michael Hutchence | 3:28     |  |
| 11.                         | «The Messenger»             | Andrew Farriss y Michael Hutchence | 3:28     |  |
| 12.                         | «Viking Juice»              | Andrew Farriss y Michael Hutchence | 3:12     |  |

### Edición japonesa
La edición japonesa incluye un tema adicional.

| temas adicionales |                   |              |          |  |
| N.º               | Título            | Escritor(es) | Duración |  |
| 13.               | «Born to Be Wild» | Mars Bonfire | 3:48     |  |

## Relación de ediciones
Álbum Full Moon, Dirty Hearts
| Formato | Región         | Sello                 | Nº de catálogo | Fecha                          |
| LP      | Europa         | Mercury Records       | 518 637-1      | 1993                           |
| LP      | Europa         | Universal Music Group | 0602537779048  | 2015 (reedición remasterizada) |
| MC      | Australia      | East West Records     | 4509942184     | 1993                           |
| MC      | Canadá         | Atlantic Records      | 78 25414       | 1993                           |
| MC      | Estados Unidos | Atlantic Records      | 82541-4        | 1993                           |
| MC      | Europa         | Mercury Records       | 518 637-4      | 1993                           |
| CD      | Australia      | East West Records     | 4509942182     | 1993                           |
| CD      | Japón          | WEA, East West        | AMCE-635       | 1993                           |
| CD      | Estados Unidos | Atlantic Records      | 82541-2        | 1993                           |
| CD      | Canadá         | Atlantic Records      | A2 82541       | 1993                           |
| CD      | Europa         | Mercury Records       | 518 637-2      | 1993                           |
| CD      | Europa         | Universal Records     | 0602527706351  | 2011 (reedición remasterizada) |

## Sencillos
- "The Gift" (23 de octubre de 1993)
- "Please (You Got That...)" (11 de diciembre de 1993)
- "Time" (6 de febrero de 1994)
- "Freedom Deep" (abril de 1994)

## Gira
Pocos meses después de finalizar el Get Out of the House Tour, y coincidiendo con la publicación del álbum, INXS inició el Dirty Honeymoon Tour en la ciudad estadounidense de Tampa el 5 de noviembre de 1993. La primera manga les llevó a recorrer Norteamérica aunque tuvieron que cancelar varios conciertos por la muerte de la madre de los hermanos Farriss.
En enero y febrero estuvieron de gira en Australia; y en la segunda mitad de febrero hicieron varios conciertos en el continente asiático, en países donde nunca habían tocado; Singapur, Malasia, Tailandia, Hong Kong y Taiwán.
Posteriormente siguieron por Sudamérica, donde también hicieron más conciertos que en otras ocasiones y actuaron por primera vez en Costa Rica, Paraguay, Chile, Colombia, Puerto Rico; además de tres conciertos en México, otros tres en Brasil y dos en Argentina. También tenían previsto tocar en Venezuela, aunque el concierto se aplazó para el mes siguiente.
En abril INXS volvió a Estados Unidos y actuó en recintos importantes del país, una gran manga de conciertos que terminó con el prometido de Venezuela. Antes de volver a casa actuaron en el festival Great Music Experience en Japón. 
Dos meses después viajaron a Europa para actuar en cuatro festivales en Suiza, Bélgica y Países Bajos, dando por finalizada la gira promocional del álbum.
En el mes de octubre de 1994 INXS hizo dos conciertos en Londres, pero ya bajo la promoción de su álbum de éxitos The Greatest Hits.